# محافظة سيبيك الشرقية
محافظة سيبيك الشرقية هي محافظة في بابوا غينيا الجديدة، تقع في بابوا غينيا الجديدة، وسيبيك، بلغ عدد سكانها 450,530  نسمة، عاصمتها ويواك، تبلغ مساحتها 43,671 كيلومتر مربع.

## الموقع
تشترك في الحدود مع:
- مقاطعة مادانغ  [لغات أخرى]‏
- Hela Province [الإنجليزية]‏
- مقاطعة إنغا  [لغات أخرى]‏
- محافظة ساندون.